# Henrik 8. af England
|  | "Henrik VIII" viderestilles hertil. For Shakespeares skuespil, se Henrik VIII (skuespil) |
Henrik 8. (født 28. juni 1491 i London, død 28. januar 1547 sammesteds) var konge af England fra 1509 til sin død i 1547.
Henrik er bedst kendt for sine seks ægteskaber, især hans forsøg på at få sit ægteskab med Katharina af Aragonien annulleret. Hans uenighed med paven om det førte til, at Henrik indledte den engelske reformation, som udelukkede Church of England fra enhver pavelig autoritet. Han udnævnte sig selv til den øverste leder af Church of England og opløste klostre. Det blev han ekskommunikeret for.
Henrik var den 2. af slægten Tudor, der regerede England. Den første var hans fader Henrik 7., og siden skulle hans tre børn regere: Edvard 6., Maria 1. og Elizabeth 1..
Indenrigspolitisk er Henrik mest kendt for sine radikale ændringer af den engelske forfatning: de engelske konger har en guddommelig ret til at regere England. Det så man i retsvæsenet, hvor hans modstandere ofte blev anklaget og henrettet uden formel rettergang, og hvor parlamentet kunne tillade at gå uden om retsvæsenet. Han nåede mange af sine politiske mål ved dygtige ministre, hvoraf en del faldt i unåde og blev henrettet. Fx Thomas Wolsey, Thomas More, Thomas Cromwell, Richard Rich og Thomas Cranmer.
Han brugte formuer. Mange fik han fra klostrenes opløsning. Og særlove, som han lod Reformationsparlamentet gennemføre, var med til at kanalisere de penge til kongen, der hidtil var gået til paven. På trods af de mange nye indkomster var Henriks England vedvarende på randen af ruin grundet hans personlige levevis og dyre krige på kontinentet mod Frans 1. af Frankrig og Karl 5. af det Tysk-romerske Rige. Henrik vedblev at kræve dele af Frankrig indlemmet i England. På hjemmefronten formaliserede han unionen mellem England og Wales med omfattende lovgivning i 1535 og 1542, og han var den første konge i mange år, som gjorde krav på titlen Konge af Irland efter Crown of Ireland Act i 1542.
Hans samtidige betragtede ham som attraktiv, uddannet og dygtig. Han er beskrevet som “en af de mest karismatiske herskere på den engelske trone nogensinde”. Han var forfatter og komponist. Men andre har beskrevet ham som egoistisk, hård, lunefuld og usikker.

## Barndom
Henrik blev født 28. juni 1491 på Palace of Placentia i Greenwich i Kent. Han var 3. barn og 2. søn af kong Henrik 7. og Elizabeth af York. Han blev døbt i franciskanerkirken ved paladset af Richard Fox, biskop i Exeter.
I en alder af to år i 1493 blev Henrik udnævnt til konstabel af Dover Castle og Lord Warden af Cinque Ports. Og Earl Marshal af England og Lord Lieutenant af Irland. Dagen efter blev han udnævnt til Hertug af York og en måned senere til 'Warden of the Scottish Marches' – beskytter af det skotske grænseområde. I 1495 blev han optaget i Hosebåndsordenen, der er Storbritanniens fornemste ridderorden. Grunden til, at Henrik som lille fik alle disse titler, var, at hans far Henrik 7. kunne undlade at tildele dem til etablerede adelsfamilier. Henrik fik de bedste lærere og talte flydende latin og fransk, og han lærte lidt italiensk. Man ved ikke meget om hans tidlige år, da ingen troede, at han skulle være konge. I november 1501 deltog Henrik i alle de vigtige dele af ceremonierne i og omkring sin brors ægteskab med Katarina af Aragonien, det yngste overlevende barn af kong Ferdinand af Aragonien og dronning Isabella 1. af Kastilien.
I 1502 døde den engelske kronprins, Henriks ældre bror Arthur, kun 20 uger efter, at han var blevet gift med Katarina af Aragonien. Arthurs død gjorde, at Henrik overtog alle hans forpligtelser. I oktober 1502 blev han Hertug af Cornwall og i februar 1503 den nye Prins af Wales. Henrik 7. gav kun den ny kronprins få opgaver. Han blev strikt rådgivet og viste sig ikke offentligt. Derfor var han “utrænet i kunsten at agere konge”.
Henrik 7. fornyede sine bestræbelser på at besegle en ægteskabelig alliance mellem England og Spanien ved en ægteskabspagt mellem Henrik og hans brors enke Katarina. Såvel Isabella af Kastilien som Henrik 7. så positivt på ideen, som var opstået kort efter Arthurs død.
Den 23. juni 1503 blev der indgået aftale om ægteskab, og de blev forlovet to dage senere. Katarina og hendes nærmeste påstod, at ægteskabet ikke var blevet fuldbragt, hvilket betyder, at der ikke havde fundet et fuldbyrdet samleje sted. En pavelig særtilladelse var nødvendig for at “skabe klarhed i offentligheden”, men Henrik 7. og den spanske ambassadør blev enige om at få en særtilladelse til at ægteskabet kunne gennemføres, også selvom Katarina og Arthur havde fuldbyrdet deres ægteskab. Samliv mellem Henrik og Katarina var umuligt pga. Henriks unge alder. Isabella døde i 1504, hvilket gjorde arvefølgen i Kastilien endnu mere kompliceret og også komplicerede brylluppet. Hendes fader foretrak, at hun blev i England, men Henrik 7.'s forhold til Ferdinand blev i mellemtiden forværret. Katarina blev derfor efterladt i en form for limbo. Det kulminerede, da kronprins Henrik afviste ægteskabet, som han kunne som 14-årig. Ferdinand udnævnte hende til ambassadør i England. Det tillod hende at blive i England. Af fromhed begyndte Katarina at tro, at hun skulle gifte sig med kronprinsen mod hans vilje.

## Tidlig regeringstid
Henrik 7. døde den 21. april 1509, og den 17-årige Henrik fulgte ham som konge. Kort efter sin fars begravelse den 10., erklærede Henrik pludseligt, at han ville gifte sig med Katarina og skabte problemer om den pavelige særtilladelse og usikkerhed om medgiften. Den nye konge hævdede, at det var hans fars sidste ønske, at han giftede sig med hende.
Det var en særdeles praktisk besked. Kejser Maximilian 1. havde forsøgt at gifte sit barnebarn (og Katarinas niece) Eleanor med Henrik, men hun blev droppet. Henriks bryllup med Katarina blev fejret beskedent og i Friars kirke i Greenwich den 11. juni 1509. Den 23. juni 1509 små to uger senere fulgte Henrik den nu 23-årige Katarina fra Tower of London til Westminster Abbey for at lade dem krone næste dag. Kroningsceremonien var overdådig, og kongens vej gennem byen var beklædt med gobeliner og fint klæde. Efter kroningen blev der holdt en enorm banket i Westminster Hall. Som Katarina skrev til sin fader: “Vores tid bruger vi på konstant at feste”.
Blot to dage efter kroningen sørgede Henrik for at få fængslet sin fars to mest upopulære ministre: sir Richard Empson og Edmund Dudley. De blev anklaget og dømt for højforræderi og henrettet i 1510. Det skulle vise sig at blive et mønster i Henriks måde at regere på, og politisk motiverede henrettelser blev en af hans måder at håndtere dem, der stod i vejen for ham. Henrik gav i øvrigt nogle af de penge tilbage til offentligheden, som de to ministre havde ranet.
I modsætning til sin fader var Henriks syn på Huset York – der var en rivaliserende og potentiel trussel til tronen – langt mere moderat. En lang række medlemmer og tilhængere af Huset York, der var blevet fængslet under hans fader, blev benådet, heriblandt markisen af Dorset. Andre forblev i fangenskab, hvoraf den mest kendte var Edmund de la Pole, 3. Hertug af Suffolk, hvis bror Richard til 1525 søgte at samle støtte til at styrte Henrik fra tronen. De La Pole blev halshugget i 1513 foranlediget af hans bror Richards sammensværgelse mod kongen.
Snart efter undfangede Katarina en pige, der var dødfødt den 31. januar 1510. Omkring fire måneder senere blev Katarina igen gravid. 1. januar 1511 fødte hun igen. Parret var lykkeligt. De holdt en fest for fødslen med blandt andet en todages turnering, Westminster Tournament. Barnet døde syv uger senere. I 1514 og 1515 fik Katarine dødfødte piger. I februar 1516 fødtes endelig et barn, der overlevede, nemlig Maria (den senere Maria Tudor – 'Maria den Blodige'). Forholdet mellem Henrik og Katarina havde været anstrengt, men bedredes en anelse efter Marys fødsel.
Henriks ægteskab med Katarina har ofte været beskrevet som “ualmindelig godt”, men alligevel tog Henrik sig elskerinder. I 1510 blev det afsløret, at Henrik havde en affære med en Edward Stafford, 3. Hertug af Buckinghams søstre– enten Elizabeth eller Anne Hastings, grevinde af Huntingdon. Den elskerinde, vi ved mest om, var Elizabeth Blount. Hun er den ene af to helt ubestridte elskerinder, hvilket er få i forhold til jævnaldrende unge virile konger. Historikere diskuterer livligt, om Henrik havde få eller mange elskerinder. Historikeren David Loades mener, Henrik havde elskerinder "kun i meget begrænset omfang", mens historikeren Alison Weir mener, at der var talrige andre affærer.
Katarina protesterede ikke mod hans affærer og blev på ny gravid i 1518. Det resulterede i endnu en dødfødt pige. I 1519 fik Elizabeth Blount et uægte barn, Henry FitzRoy. I 1525 blev han adlet som Hertug af Richmond i, hvad nogle troede var et skridt på vejen til hans legitimering. Han døde allerede som 16-årig kort efter, at parlamentet havde godkendt en lov - Second Succession Act -, der gjorde det muligt, at han kunne blive konge.

## Henriks forhold til Frankrig og habsburgerne
I 1510 vandt Cambrailigaen, der var en svag alliance mellem Frankrig og det Hellige Tysk Romerske Kejserrige, en krig mod Venedig. I forlængelse heraf fornyede Henrik venskabet med den franske konge Ludvig 12., et venskab hans far havde haft, og som ikke udelt nød begejstring i det engelske statsråd. Krig med de to kongerigers kombinerede magt ville bestemt også have været yderst vanskeligt. Kort efter indgik Henrik forbund med den spanske konge Ferdinand, sin svigerfar. I oktober 1511 dannede pave Julius 2. en hellig antifransk liga, som såvel Ferdinand og Henrik tilsluttede sig. Et engelsk-spansk angreb i april 1512 havde til hensigt at generobre Aquitaine, der op igennem middelalderen havde været engelsk, og var starten på at gøre Henriks drømme om at regere Frankrig til en realitet. Forsøget mislykkedes dog og syntes mest til fordel for Ferdinand.
Imidlertid skulle Henrik igennem sin kongetid vedblive at have en drøm om den franske trone. Det midlertidige nederlag blev dog fulgt op af franske nederlag i Italien, og alliancen levede i bedste velgående, idet begge parter regnede det for sandsynligt at kunne besejre franskmændene. Henrik overbeviste endvidere kejseren om at slutte sig til alliancen. Paven lovede Henrik, at såfremt Frankrig og Ludvig 12. kunne besejres, ville han sikre ham en pavelig kroning i Paris som “den mest kristne konge af Frankrig“.
30. juni 1513 invaderede Henrik Frankrig, hvor han i Slaget ved Spursen besejrede en mindre fransk hær. På trods af sejrens beskedne omfang blev den ikke brugt af den britiske propaganda. Kort tid efter indtog briterne byen Thérouanne, som de overdrog til kejser Maximillian, og kort tid efter indtog de Tournai, en væsentligt vigtigere erobring. Henrik havde ledet hæren personligt i fuld uniform og med et stort følge. Henriks fravær fra England havde imidlertid foranlediget hans svoger, Jakob 4. af Skotland, til at ære Auld Alliance, hvor Skotland og Frankrig i umindelige tider havde stået i alliance og invadere England efter personlig anmodning fra Ludvig 12.
Imidlertid besejrede den engelske hær, der blev styret af dronning Katarina, overbevisende og beslutsomt skotterne i Slaget ved Flodden 9. september 1513. Blandt de døde var den skotske konge. Det sluttede Skotlands korte involvering i krigen. Kampene og kampagnerne havde givet Henrik en forsmag på militær succes, som han tragtede efter. Men trods de første indikationer besluttede han sig for ikke at forfølge en militær kampagne i 1514. Hans finansielle støtte til Ferdinand og Maximillian i kampagnen havde givet ham meget lidt til gengæld. Englands pengekasse var tom. Derudover havde paveskiftet fra Julius til Leo 10. også betydet, at der nu var kommet en pave, som forsøgte at forhandle fred med Frankrig på den hellige stol i Rom. Henrik kom ham i forkøbet og undertegnede sin egen fred med Ludvig: Hans søster Mary blev nu trolovet med Ludvig, skønt hun hidtil havde været forlovet med den unge Karl (den senere Karl 5. Habsburg), og freden blev sikret for otte år, en bemærkelsesværdig lang tid.
I 1516 døde Ferdinand af Aragonien og i 1519 Maximillian af Habsburg. Det gjorde, at deres barnebarn Karl 5. i en meget ung alder overtog såvel den spanske kongetrone som den Hellige Tysk-romerske kejsertrone. Da Ludvig 12. døde i 1515, kom en ligeledes ung kong Frans 1. til i Frankrig. Det gjorde, at de tre vigtigste stormagter i Europa nu var regeret af tre unge herskere, der nu havde nu en mulighed for at viske tavlen ren. Kardinal Thomas Wolseys omhyggelige diplomati havde resulteret i London-traktaten i 1518, der havde til formål at forene Vesteuropas tre største kongeriger i kølvandet på en ny osmannisk trussel, og det lod til, at freden kunne sikres. Den 7. juni 1520 mødtes Frans og Henrik uden for Calais i en overdådigt opbygget lejr til begivenheden, med masser af underholdning. Begge håbede og var indstillet på venskabelige relationer efter de mange krige. Imidlertid blev mødet en fiasko, og konkurrencen mellem de to parter overskyggede de venskabelige tilnærmelser. Konflikten syntes uundgåelig. Henrik følte større fællesskab med Karl 5., hvem han mødte både før og efter Frans. I 1521 gik kejserriget i krig mod Frankrig. Henrik tilbød at mægle, hvilket der ikke kom meget ud af, og inden året var omme, støttede Henrik Karls kejserrige. Henriks mål med indblandingen var at genetablere engelsk land i Frankrig, men han opnåede også at sikre sig en aftale med Bourgogne, der var en del af kejserriget, men med betydelige fransktalende dele. Imidlertid foretog Henrik sig ikke meget andet end et mindre angrebsforsøg i Nordfrankrig. Krigen fandt sin afgørelse i slaget ved Pavia ved Milano i februar 1525, hvor Karl 5. besejrede Frankrig og fangede Frans 1. Briterne trak sig fra krigen og skyndte sig at undertegne en fredsaftale separat med franskmændene, da Wolsey og Henrik skønnede, at de fik mere ud af det.

## Ophævelse af ægteskabet med Katarina af Aragonien
Under sit ægteskab med Katarina af Aragonien havde Henrik en affære med Mary Boleyn, Katarinas hofdame. Der har været en del spekulationer om, hvorvidt Marys to børn Henry og Catherine Carey kunne have Henrik som far, men det er aldrig blevet bevist, og kongen anerkendte dem ikke, som han gjorde med Henry FitzRoy.
I 1525 svandt Henriks tålmodighed med Katarinas forsøg på at skaffe ham en mandlig arving, Han blev forelsket i Mary Boleyns søster, Anne Boleyn, der var en 25-årig karismatisk ung kvinde i dronningens følge. Imidlertid modstod Anne kongens forsøg på at forføre hende og nægtede at blive hans elskerinde, som hendes søster havde været. Det var i denne sammenhæng, at Henrik overvejede sine tre muligheder for at få en efterfølger til tudordynastiet og dermed løse, hvad der blev kaldt kongens “Great Matter” (vigtigste bekymring). Mulighederne var:
1. At legitimere Henry FitzRoy hvilket ville kræve involvering af paven og ville kunne anfægtes af mange tronprætendenter
2. At få bortgiftet sin datter Maria på ni og derfor ikke forventedes at kunne give ham en mandlig arving før efter hans død.
3. at annullere ægteskabet med Katarina og gifte sig med en kvinde i den fødedygtige alder.

Henrik blev snart opslugt af nødvendigheden af at annullere ægteskabet med den nu 40-årige Katarina, sikkert ud fra, at det langt mere attraktivt at gifte sig med Anne Boleyn. Denne beslutning skulle føre Henrik til at afvise pavens autoritet og dermed sætte gang i den engelske reformation.
De præcise motiver og intentioner bag Henriks beslutninger i de næste år er der ikke udbredt enighed om. Henrik havde under alle omstændigheder i sine tidlige regeringsår været en overbevist from og velinformeret katolik. I 1521 havde han offentliggjort Assertio Septem Sacramentorum (Forsvar for de syv sakramenter), hvilket gjorde, at pave Leo 10. havde givet ham titel af Fidei Defensor (forsvarer af troen). Værket repræsenterede og forsvarede et trofast forsvar af pavens overherredømme og suverænitet, om end det ene var formuleret i noget betingede vendinger. Det står ikke klart, hvornår Henrik ændrede sin opfattelse af paven, men dog, at det hang sammen med en gryende ambition om et andet ægteskab.
Fra 1527 blev han gradvist overbevist om, at han havde handlet imod bibelstedet Levitikus 20:21, hvor det ikke var tilladt at tage sin broders kone til hustru, en handling som paven ikke havde autoritet til at give dispensation for. Argumentet blev forelagt for pave Clement 7. i 1527 i håb om at få ophævet ægteskabet med Katarina. Da det nu var offentligt, nægtede Katarina fuldstændig at løse sagen mindeligt, hvilket hun kunne have gjort ved at trække sig tilbage og gå i kloster eller have forholdt sig passivt. Henrik sendte sin sekretær William Knight til pavestaten om en pavelig bestemmelse. Det lykkedes ikke for Knight.
Et andet forsøg sigtede på at etablere et gejstligt råd/domstol i England med en repræsentation for paven. Selvom Clement 7. indvilligede i at oprette en sådan domstol, havde han aldrig til hensigt at bemyndige sin legat, Lorenzo Campeggio, til at beslutte sig i Henrys favør. At denne beslutning var så fastlåst fra paven side skyldes muligvis, at Katarinas nevø var Kejser Karl 5. – om end det er svært at sige. Efter to måneder kaldte Clement i juli 1527 denne retsinstans tilbage til Rom, hvorfra det var klart, at den aldrig ville returnere til England. Chancen for en pavelig accept af en annullering af ægteskabet med Katarina var forsvundet og Englands anseelse i Europa lav, hvilket kostede kardinal Wolsey stillingen. Han fik frataget al sin magt og alle sine besiddelser. I november 1530 blev han dømt for forræderi og døde, mens han ventede på sin dom.
Efter kort tid, hvor Henrik påtog sig regeringen, overtog sir Thomas More rollen som Lord Chancellor og Chief minister. More var intelligent og tilgængelig, men en from katolik, der var stærk modstander af en annullering af ægteskabet med Katarina. Først samarbejdede More og kongen om at koble den politik fra, som Wolsey havde stået for.
Et år senere blev Katarina bortvist fra hoffet i London, og hendes værelser blev overdraget til Anne Boleyn. Anne var en usædvanlig veluddannet og intellektuel kvinde og var engageret i de protestantiske reformer, om end det var genstand for debat, i hvor høj grad hun var hengiven til protestantismen. Da ærkebiskoppen af Canterbury, William Warham, døde, er det en kendt sag, at Anne havde en finger med i spillet for at få indsat Thomas Cranmer, som var tilhænger af at lade kong Henrik skille fra Katarina. Paven godkendte endvidere Cranmer, idet han ikke forudså, at Henrik var på vej mod et totalt brud med pavekirken.

## Ægteskabet med Anne Boleyn
I vinteren 1532 mødtes Henrik med Frans 1. af Frankrig ved Calais for at søge hans velsignelse til et nyt bryllup. Straks efter Henrik returnerede til Dover i England blev den nu 41-årige konge viet til den 32-årige Anne ved et hemmeligt arrangement. Hun blev snart gravid, og den 25. januar 1533 blev de gift mere officielt i London. 23. maj 1533 etablerede ærkebiskop Cranmer en specialret i klosteret i Dunstable, der skulle afgøre gyldigheden af Henrik og Katharinas ægteskab. Den nåede frem til, at ægteskabet havde været ugyldigt fra starten. Fem dage senere erklærede Cranmer ligeledes ægteskabet mellem Henrik og Anne for gyldigt. Katharina mistede sin dronningetitel og blev tituleret "enkefyrstinde af Wales" som enke efter Henriks bror Arthur. I hendes sted blev Anne kronet som dronning 1. juni 1533. 7. september 1533 fødte dronning Anne en datter, der blev kaldt Elizabeth efter Henriks mor, Elizabeth af York.
Efter brylluppet fulgte en konsolidering: det nydannede Reformationsparlament vedtog en stribe nye lovgivninger og vedtægter, som havde til formål at finde løsninger på udestående spørgsmål, samtidig med, at de nye reformer blev beskyttet mod udfordringen og overbevisende offentligheden af deres legitimitet og afsløre og håndtere modstandere.
Der var stor civil modstand mod reformerne og kongens nye ægteskab. På trods af, at den kanoniske eller gejstlige lov blev varetaget af Cranmer og andre, blev deres lovgivning ofte revideret og udvidet af ministrene Thomas Cromwell, Thomas Audley, hertugen af Norfolk og Henrik selv. Allerede i maj 1532 havde Thomas More trukket sig som lord Chancellor og givet denne post til Thomas Cromwell, der var kendt som en indædt protestant. Med arveloven (Act of Succession 1533) blev Katharinas datter Maria erklæret illegitim som arving. Henriks ægteskab med Anne Boleyn blev erklæret det eneste legitime ægteskab, og Annes efterkommere blev erklæret som de første i arverækken. I 1534 fulgte Suverænitetsloven (Acts of Supremacy), der anerkendte kongen af England som øverste person for kirken i landet, og den fulgte op på loven fra 1532, der gjorde det ulovligt at appellere sager til paven i Rom. Det var i forlængelse af denne lovgivning, at pave Clement 7. tog skridt til at ekskommunikere både Henrik og Thomas Cranmer.
I 1534 blev forræderiloven revideret, hvorefter al uvilje mod og sladder om kong Henrik ægteskab med Anne Boleyn blev regnet som højforræderi. Det påfaldende er, at noget sådant overhovedet blev nødvendigt, og tyder på, at opfattelsen af Anne Boleyn som løsagtig var alment kendt og accepteret i befolkningen.
Da Christian 3. kom på Danmarks trone grevens fejde samme år, fik to udsendinge fra Lübeck og Hamburg i juni en varm velkomst ved Henrik 8.s hof i London. Et par uger senere ankom deres leder Johann Huck, en ven af Luther. Thomas Cranmer holdt en storslået banket for hanseaterne i sit palads i Lambeth, på gæstelisten var flere biskopper og Thomas Cromwell. Men lübeckeres åbenlyse kapringer af habsburgske fartøjer helt ind i den engelske kanal satte engelske myndigheder i forlegenhed overfor de habsburgske Nederlande, der var en langt vigtigere handelspartner for England end Lübeck, hvor styret nok var fromt, men afstedkom forfærdelse blandt de andre hansebyer. Og da Christian 3. viste sig at stå for et ønske om reformation i Danmark, tabte lübeckerne interessen for at sætte Henrik 8. på den danske trone.
Annes livlighed, der havde gjort hende så attraktiv, var upassende for en dronning, og hendes skarpe bemærkninger gav hende mange fjender. I juli 1534 sendte kongen hendes bror George Boleyn til Frankrig for at aflyse et planlagt besøg, fordi Anne igen var højgravid. Men ingen baby kom. Nogen dødfødsel var der ikke tale om, for så havde Anne været i barselstue. I september skal kongen have været i tvivl om hans kone overhovedet var gravid. Det har været foreslået, at Anne led af hysterisk graviditet (indbildt svangerskab) fremkaldt af det enorme pres om at føde en tronarving. Oplevelsen med et svangerskab, der opløste sig i intet, må have været rystende for kongeparret. Der gik også rygter om, at Henrik var betaget af en hofdame, og om hårde ord mellem ham og Anne om det.
Så tidligt som julen 1534 diskuterede han muligheden for at forlade Anne - uden at skulle vende tilbage til Katharina - med ærkebiskop Cranmer og Cromwell. I december 1534 drejede kongens interesse sig om en "frk. Shelton", Annes kusine, datter af Annes faster Anne Shelton. Fru Shelton, der havde opsynet med kongens datter prinsesse Maria, havde selv to døtre, Mary og Margaret ("Madge") Shelton. Henrik indledte et forhold til en af søstrene, men der er usikkerhed om, hvem af dem, det var.
Enhver opposition til Henriks religionspolitik blev prompte undertrykt. Et større antal oprørske munke blev henrettet, og mange blev frataget alt. De to mest prominente modstandere var John Fisher, biskop af Rochester og sir Thomas More, der begge nægtede at sværge ed til kongen. Hverken Henrik eller Cromwell krævede de to mænd henrettet, men håbede snarere, at de ville ændre holdning. Fisher afsvor åbent Henrik som øverste myndighed af kirken, mens Thomas More forbeholdt sig retten til at være tavs. De blev begge dømt for højforræderi – More efter en samtale med Richard Rich, der afslørede denne fortrolige samtale. Henrettelserne fandt sted i sommeren 1535.
Disse undertrykkelser og loven om opløsningen af de mindre klostre i 1536 førte til en mere generel modstand mod Henriks reformer, først og fremmest i hvad der blev kendt som Pilgrimage of Grace (Nådens pilgrimsfærd), en større opstand i Nordengland. Robert Aske, der var deres leder, fandt støtte fra mellem 20.000 og 40.000, samt store dele af det nordlige Englands adel. Henrik lovede dem beskyttelse, hvis de nedlagde våbnene, og takkede dem for at rejse spørgsmål om fremgangsmåden. Aske fortalte sine oprørere, at kongen lyttede, og at de kunne drage hjem. Henrik anså imidlertid oprørerne som forræderiske rebeller og følte sig ikke forpligtet til at holde sine løfter, så da der udbrød en mindre opstand, var Henrik ikke sen til at udnytte det og fare hårdt frem. Robert Aske og flere andre ledere blev henrettet, og urolighederne døde hen.

## Anne Boleyns henrettelse
8. januar 1536 fik det kongelige ægtepar at vide, at Katarina af Aragonien var død. Henrik beordrede offentligheden til at udvise glæde over Katarinas død. Dronning Anne var igen gravid, og hun var fuldt ud med på konsekvenserne, såfremt hun ikke var i stand til at føde en søn. Senere samme måned faldt kongen af hesten i en af de mange turneringer. Hans skader så alvorlige ud, og hans liv kunne være i fare. Da dronningen modtog nyheden om kongens fald, gik hun i chok og fødte et dødfødt drengebarn 29. januar 1536, samme dag som Katarina blev begravet. De fleste har siden set det som begyndelsen på enden for Anne Boleyn.
På trods af at familien Boleyn stadig indtog vigtige positioner i kongens private råd, fik Anne flere fjender som Hertugen af Suffolk. Hendes egen onkel, Hertugen af Norfolk, var også ved at være træt af hendes evigt stridbare holdning. Familien Boleyn havde foretrukket Frankrig som allieret i Europa, mens kongen igen var begyndt at foretrække kejseren ganske som sin rådgiver Cromwell. Det var også med til at mindske familiens betydning. Anne havde tillige mange modstandere i form af prinsesse Maria – der var blevet voksen – og hendes mange tilhængere. En ny skilsmisse syntes nu at være en realistisk mulighed, om end det formodes at være Cromwells stærkt negative holdning til Boleyn, der fik hendes modstandere til at se henrettelse som en løsning.
Annes fald fra magtens tinder kom kort efter, at hun var kommet sig efter den pinefulde abort. Grunden til hendes fald debatteres stadig af historikere. De har forklaringer som, at hun var med i en konspiration mod kongen, havde begået ægteskabsbrud eller havde været heks. De tidligste tegn på hendes fald ses, da kongens nye elskerinde, Jane Seymour, overtager Annes plads ved hoffet, og da George Boleyn, Annes bror, nægtes den ærefulde Hosebåndsorden, som i stedet gik til Nicholas Carew. Den 30. april og 2. maj 1536 blev fem mænd anholdt, bl.a. George Boleyn. De blev anklaget for at have deltaget i forræderiske ægteskabsbrud og for seksuelle forhold til dronningen. Anne blev også fængslet og anklaget for forræderi, ægteskabsbrud og incest. På trods af at bevismaterialet på ingen måde kunne siges at være overbevisende, blev de alle fundet skyldige og dømt til døden. George Boleyn og de øvrige blev henrettet 17. maj 1536. Anne Boleyn blev henrettet 19. maj klokken 8 om morgenen ved Tower Green, det særligt fine sted ved Tower of London at blive henrettet.

## Ægteskabet med Jane Seymour og politik i ind- og udland
Dagen efter at Anne blev henrettet i 1536, forlovede Henrik sig med Jane Seymour, der indtil da havde været en af dronning Annes hofdamer. 10 dage efter blev de gift. Jane Seymour gjorde, hvad ingen af Henriks koner før eller siden var i stand til: fødte en dreng og en arving. 12. oktober 1537 fødte Jane Seymour prins Edward, der senere skulle blive Kong Edvard 6. Imidlertid var fødslen hård, og Jane døde 24. oktober 1537 og blev begravet i Windsor. Glæden over tronarvingen blev altså til sorg. Henrik kom sig imidlertid hurtigt over sorgen. Der blev sat initiativer i gang for at finde Henrik en ny kone, hvilket gjorde, at Cromwell og andre fra hoffet forhandlede med repræsentanter fra de europæiske fyrste- og kongefamilier.

I 1530'erne kunne Henrik fokusere mere på interne britiske forhold end på trusler fra kejser Karl 5. eller Frankrig. I 1536 gennemførte Henrik Laws in Wales Act 1535, som betød, at Wales lovmæssigt blev en fælles nation med England. I 1536 fulgte Second Succession Act, hvor det blev slået fast, at det ville være Janes børn, som stod næst i arvefølgen og udelukkede Maria og Elizabeth fra at arve. Kongen fik derudover også magt til at bestemme, hvilken linje der skulle efterfølge ham, såfremt han ikke var i stand til at levere tronarvinger. I januar 1539 sluttede Karl 5. og Frans 1. fred. Det gjorde Henrik mere eller mindre paranoid, måske pga. trusler mod riget (reelle i større eller mindre grad), som særligt Cromwell var leveringsdygtig i. De mange penge, som opløsningen af klostrene havde givet, blev brugt til at styrke kystforsvaret mod angreb fra kontinentet.

## Ægteskabet med Anne af Kleve
Henrik havde ladet Thomas Cromwell – der nu var Jarl af Essex –  foreslå Anne af Kleve, der var en 25-årig søster til hertugen af Kleve, som blev betragtet som en vigtig allieret i tilfælde af et romersk-katolsk angreb på England, da hertugens tro var en mellemting mellem llutherdom og katolicisme. Den engelske hofmaler Hans Holbein den Yngre fik til opgave at tage til Kleve og male et portræt af Anne til kongen. Nogle har spekuleret i, om Holbein skulle have malet hende, så hun tog sig langt bedre ud De mener, at portrættet simpelthen var upræcist. Da Henrik havde set Holbeins portræt af Anne, indvilgede han i at gifte sig en 4. gang.
Da Henrik så Anne, var han ikke begejstret, men gennemførte alligevel ægteskabet. Der gik ikke lang tid, før Henrik ønskede at lade sig skille, og Anne modsatte sig ikke og bekræftede, at ægteskabet aldrig havde været fuldbyrdet. Anne havde ydermere været forlovet med Hertugen af Lorraines søn Frans, hvilket bestyrkede Henrik i skilsmissen. Ægteskabet blev opløst, og Anne fik titlen “Kongens Søster” samt to større landsteder og en betragtelig erstatning. Snart efter blev det klart, at Henrik var blevet forelsket i den 17-årige Catherine Howard, Hertugen af Norfolks niece. Norfolk var modstander af den magtfulde Thomas Cromwell, og det blev starten på Cromwells fald fra tinderne.
Der gik kun kort tid, før nogle af Cromwells nære allierede blandt de religiøse reformister, Robert Barnes, William Jerome og Thomas Garret, blev brændt som kættere. Cromwell blev mere og mere kørt ud på et sidespor på trods af, at hans dygtighed gjorde, at såvel indenrigs- og udenrigspolitik kørte meget velsmurt. Henrik anklagede ham aldrig for ægteskabet med Anne af Kleve. Norfolk udnyttede sin nieces primære position til at isolere Cromwell ved hoffet. Cromwell blev anklaget for forræderi, at have udstedt eksportlicenser, lavet falske pas og oprettet kommissioner uden tilladelse, og endelig blev han beskyldt for det fejlagtige i den udenrigspolitik, som ægteskabet med Anne af Kleve baserede sig på. Han blev dømt og halshugget.

## Ægteskabet med Catherine Howard
Den 28. juli 1540 – på samme dag som Cromwell blev henrettet – blev Henrik gift med den unge Catherine Howard, en kusine og hofdame til Anne Boleyn. Han var glad og dybt betaget af den ny dronning, der fik al den jord, som man havde frataget Thomas Cromwell, og en stor samling smykker. Imidlertid skulle der kun gå kort tid efter brylluppet, før dronning Catherine havde en affære med hofmanden Thomas Culpeper. Dronningen ansatte også Francis Dereham, som hun havde været forlovet med og haft en affære med før brylluppet med kongen. Ved hoffet fik man nys om dronningens affære med Dereham, mens Henrik var ude at rejse. Thomas Cranmer blev sat til at undersøge dronningens forbindelse med Dereham. Denne indrømmede sin skyld, om end kong Henrik nægtede at tro det. Det krævede et nyt møde, før kongen ville tro, hvad han hørte, så han overfusede rådet og tog på jagt. Da dronningen blev udspurgt, kunne hun have reddet meget af situationen, hvis hun havde indrømmet et førægteskabeligt forhold til Dereham, hvilket blot ville have opløst ægteskabet med kongen, men i stedet påstod hun, at Dereham havde tvunget hende til at være kongen utro. Det var først nu, Dereham afslørede dronningens forhold til Culpeper. Begge dronningens elskere blev henrettet, og det samme blev hun 13. februar 1542.

## Ødelagte helligdomme og klostrenes opløsning
I 1538 begyndte den siddende premierminister Thomas Cromwell en hårdhændet og omfattende kampagne mod “afgudsdyrkelse”. Det var folk, som fulgte den gamle katolske religion. Kampagnen kulminerede i september 1538, da det hellige skrin med Thomas Becketts relikvier i Canterbury blev fjernet. Resultatet kom prompte, da Pave Paul 3. ekskommunikerede kong Henrik fra kirken 17. december 1538. Hidtil havde kirken været forsigtig med at reagere på Henriks reformation. I 1540 beordrede Henrik en total ødelæggelse af samtlige relikvieskrin. I 1542 blev alle Englands klostre opløst og deres ejendom overført til kronen. Abbeder og priorer mistede alle deres plads i det engelske parlamentets Overhus (House of Lords), hvor kun ærkebisper og bisper fik lov at beholde deres pladser. For første gang var de sekulære parlamentsmedlemmer flere end de gejstlige (Lords Temporal).

## Anden invasion i Frankrig og “Rough Wooing” i Skotland
I 1539 havde Frans 1. af Frankrig og Karl 5. lavet en alliance, der imidlertid hurtigt havde vist sig uholdbar, og som mundede ud i en ny krig mellem Frankrig og Kejserriget. Henriks forhold til kejser Karl 5. var blevet betragteligt bedre, efter at såvel Anne Boleyn og Katarina af Aragonien var døde, og Henrik sluttede en hemmelig alliance med kejseren, hvorved han gik ind i den italienske krig på kejserens side. Der var planlagt en invasion af Frankrig i 1543. For at forberede den, koncentrerede Henrik sig i første omgang om at eliminere truslen fra Skotland under den unge konge Jakob 5. Skotterne blev besejret i Slaget ved Solway Moss 24. november 1542, hvor den unge skotske konge blev dødeligt såret og døde 15. december 1542. Henrik håbede at kunne forene de skotske og engelske kroner, hvis han kunne sætte et ægteskab i stand mellem sin femårige søn Edward og  James´ datter Mary Stuart. Den skotske regent lord Arran – der regerede på vegne af Mary – accepterede ægteskabet. Det blev nedfældet i Treaty of Greenwich 1. juli 1543. Det blev imidlertid aldrig til noget, da det skotske parlament afviste ægteskabet 11. december 1543. Det resulterede i otte års krig mellem England og Skotland, som senere blev døbt “Rough Wooing” (Den hårde bejlen). På trods af flere fredstraktater fortsatte kampene i Skotland Henriks levetid ud og flere år efter.
Trods den tidlige succes med sejr i det skotske tøvede Henrik med at invadere Frankrig. Dette var naturligvis til stor irritation for Kejser Karl 5. I juni 1544 angreb Henrik endelig Frankrig med to angreb: En styrke under ledelse af Norfolk belejrede ineffektivt Montreuil. En anden styrke under Suffolk belejrede Boulogne. Siden overtog Henrik selv kommandoen, og 18. september 1544 faldt Boulogne. Henrik havde afvist Karl 5.´s anmodning om at marchere mod Paris. Det betød, at Karl 5.'s egen militærkampagne faldt sammen, hvorpå han sluttede fred med Frankrig. Det gjorde, at Henrik blev ladt alene i Frankrig uden gode muligheder for fred. Frankrig forsøgte at invadere England i sommeren 1545, men nåede kun Isle of Wight, inden de blev tilbagevist. 7.  juni 1546 sluttede de to lande fred mest grundet mangel på penge. Henrik sikrede sig Boulogne i otte år, men tilbageleverede byen mod en betragtelig løsesum. Henrik havde brug for pengene, da hele militærkampagnen havde kostet mange penge og gjort England bankerot.

## Ægteskab med Catherine Parr
I juli 1543 giftede Henrik sig med Catherine Parr, der blev hans 6. og sidste kone. Hun var en rig enke, men også tilhænger af de nye religiøse tanker, hvilket kom til udtryk ved, at hun diskuterede religion med Henrik, som i hjertet var katolsk, og hans brud mest af alt var et brud med paven. Henrik forblev i religiøse henseender i en mærkelig mellemting af katolicisme og protestantisme, og hans reaktion mod Cromwell, der var en ivrig tilhænger af protestantismen, havde ikke fået ham til at gå tilbage til katolicismen, men samtidig sat et stop for omfavnelsen af protestantismen. Catherine Parr hjalp Henrik med at forsone sig med hans døtre Maria og Elisabeth. I 1543 besluttede parlamentet, at de igen skulle være tronarvinger og stå næst efter Edward i arvefølgen. Loven tillod endvidere Henrik at bestemme andre arvtagere til tronen.

## Alderdom og død
I Henriks alderdom blev han svært overvægtig, hans taljemål var 140 cm, og han måtte flyttes rundt med mekaniske opfindelser. Han havde formodentlig også gigt. Hans overvægt kan spores til hans ulykke i ridderturneringen i 1536, hvor hans ben blev skadet. Den skade forværrede en skade, han havde lidt af i sin ungdom, hvilket gjorde den svær at behandle. Såret voldte ham problemer livet ud og holdt ham fra fysisk aktivitet, som han tidligere havde dyrket.

### Mulig forklaring på Henriks humørsvingninger og utilregnelighed[118]
Netop denne ulykke mener nogle forskere at været årsag til Henriks stærkt svingende humør. De mener, at Henrik under ridderturneringen pådrog sig en hjerneskade, der ændrede hans personlighed.
Arash Salardini fra Yale Memory Clinic forklarer, at forskere er enige i, at "han skifter karakter". I sine yngre dage er Henrik en rolig, intelligent mand, som træffer kløgtige politiske og militære valg, men i de senere år bliver han mere impulsiv og fremstår uforudsigelig, hidsig og glemsom.
Forskerne har undersøgt Henriks sundhedsmæssige tilstand gennem breve og andre historiske kilder og fundet symptomer, der tyder på en hjerneskade. De fleste af symptomerne er lokaliseret i den del af hjernen, der har indflydelse på hukommelse, organisering, impulskontrol og produktion af hormoner. Henrik 8. var en dygtig rytter og en ivrig deltager i ridderturneringer, og forskerne mener, at to konkrete ulykker satte varige spor i monarkens hoved. I en turnering i 1524 trængte en modstanders lanse gennem det royale visir og slog Henrik bevidstløs. Og i januar 1536 fik han en hest over sig og var bevidstløs i to timer. En ulykke, som hjerneforskerne mener er hovedårsagen til Henriks uforudsigelige opførsel i sine senere år. Andre følger af en traumatisk hjerneskade er nedsat produktion af testosteron og andre hormoner, som kan medføre impotens, som man ved, at Henrik led af.

#### Andre hypoteser
Historikeren Susan MacLean Kybett har beskrevet Henriks temperamentsudsving som skørbug og som konsekvens af manglen på frugt og grøntsager. Der har været mange teorier sygdomme, som Henrik kunne have haft.

### Død
Henriks overvægt fremskyndede hans død i en alder af 55 år. Han døde 28. januar 1547 i Palace of Whitehall. Flere kan bevidne, at han som det sidste skulle have sagt “Monks! Monks! Monks!”, hvilket måske havde at gøre med de mange munke, han gjorde subsistensløse efter opløsningen af klostrene. Henrik 8. blev begravet i St George's Chapel i Windsor Castle ved siden af Jane Seymour. Mere end hundrede år efter blev den henrettede konge Karl 1. begravet ved siden af.

## Efterfølgere
Henrik blev efterfulgt af sin søn Edward 6. Da Edward kun var ni år gammel, kunne han ikke regere selv. Henrik havde sørget for at danne et råd med 16 medlemmer, der skulle regere på Edwards vegne, til han blev 18 år. Rådsmedlemmerne valgte Edward Seymour, 1. Jarl af Hertford, der var Jane Seymours ældste storebror, til at være Lord Protector. Hvis Edward skulle dø uden arvinger, skulle tronen overgå til Maria, som var datter af Henrik med Katarina af Aragonien. Hvis Mary ikke fik arvinger, skulle kronen gå videre til Elizabeth, der var Henriks datter med Anne Boleyn. Hvis Elizabeths linje skulle uddø, skulle kronen gå videre til Henriks lillesøster Maria Tudor. Efterkommere af Henriks anden søster Margaret Stuart af Skotland var derimod udelukket fra at overtage tronen. Dette forsøg på at nægte dem tronen mislykkedes brat, da James 6. af Skotland blev konge af England i 1603, idet Elizabeth efter mange år som dronning døde uden slægtninge.

## Henrik 8.'s ry
Henrik plejede sit image som polyhistor, og ved hans hof færdedes en lang række kunstnere og lærde. Mest husket er det omtalte Field of the Cloth of Gold. Han var konstant på udkig efter kordrenge; flere gange tog han nogle direkte fra Thomas Wolseys kor for at introducere renæssancemusik til hoffet. De fornemste musikere ved hans hof var Benedict de Opitiis, Richard Sampson, Ambrose Lupo og den venetianske organist Dionisio Memo.
Henrik havde en stor samling instrumenter, og han spillede lut, orgel og tasteinstrumentet virginal. Han var en dygtig nodelæser. Vi kender flere musikstykker, som han skrev samtidigt med, at han var forfatter og digter. Hans mest kendte musikstykke er “Pastime with Good Company” (The Kynges Ballade). Det nævnes ofte, at han skulle have skrevet “Greensleeves” som en kærlighedserklæring til Anne Boleyn, men den er skrevet efter hans død.
Han var også en ivrig spiller, og han elskede at spille terninger. Og ridderturneringer, jagt og tennis. Han var kendt for at stå stærkt i forsvaret af konventionel kristen fromhed. Som arkitekt med ideer til byggerier var kongen engageret i en lang række projekter: Nonsuch Palace, King's College Chapel i Cambridge og Westminster Abbey i London. Han var også involveret i ombygningen af bygninger som Christ Church i Oxford, Hampton Court Palace, Palace of the White Hall og Trinity College i Cambridge.
Henrik var også intellektuel. Han var den første engelske konge med en moderne humanistisk uddannelse; han kunne læse og skrive engelsk, fransk og latin og følte sig godt hjemme i sit betragtelige bibliotek. Han bestilte mange bøger og skrev og udgav selv en bog. For at få offentlighedens støtte til reformationen af kirken skrev han adskillige pamfletter og lærebøger. Han støttede Richard Sampsons Oratio fra 1534 en lærdom om total lydhørhed for monarkiet samt en påstand om, at den engelske kirke altid havde været uafhængig af Rom. På det mere folkelige plan fik Henrik teatre og trubadurer til at rejse landet rundt og agitere for den nye religion. Paven og katolske munke og præster blev mobbet og udskældt som udenlandske djævle, mens kongen blev fremstillet som brav og en heroisk forsvarer af den sande tro. Henrik arbejdede hårdt for at præsentere sig selv som klippefast autoritet og en urokkelig magt, og han var atletisk og muskuløs.
Han var mere end 1,80 m høj og deltog ofte i ridderturneringer. De tjente ikke bare til underholdning, men også politik. De fremstillede regenten som ung og stærk. Det imponerede udenlandske diplomater og afskrækkede adelen fra at forsøge oprør. Henriks tøj og rustning var udsmykket med silke og guld, perler og juveler. Han deltog i turneringerne til sit fald i 1536, men fortsatte med at arrangere to årlige turneringer. Det blev også mode ved hoffet at iklæde sig samme fornemme klæder, som kongen.

## Regeringsførelsen under Henrik 8.
Henrik – som de øvrige Tudor monarker – var en magtfuld regent, der påstod at være indsat af Gud. Kongens magt blev kraftigt understøttet af, at han havde retten til at udskrive særlige prærogativer. Det gjaldt blandt andet diplomatiske bestemmelser, som ægteskabspolitik, at erklære krig, præge mønter, benåde og retten til at samle og at opløse parlamentet. I virkeligheden arbejdede Henrik tæt sammen med adel som parlament under det besværlige brud med paven i Rom.
I praksis var Henrik overherre for et kongeligt hof, hvor der var formelle institutioner som statsrådet Privy Council, hvor der sad en lang række rådgivere og tillidsfolk. Henrik kunne både hjælpe folk med at stige hurtigt i graderne ved hoffet, og lade dem falde fra tinderne. Det anføres ofte, at han skulle have fået 72.000 henrettet i sin regeringstid, men det anses for stærkt overdrevet, om end han uden tvivl fik mange brændt på bålet eller halshugget: to hustruer, omkring 20 jævnaldrende, fire af sine ledende rådgivere, seks nære bekendte og venner, en kardinal og talrige abbeder. De afgørende politiske personligheder i hans regeringsperiode er hans ledende ministre Thomas Wolsey, Thomas More og Thomas Cromwell må siges at være de vigtigste – de blev alle henrettet. De fik gennemført langt mere politik end Henrik selv, men de kunne ikke gennemføre noget, hvis de havde kongens mishag. Særlig Thomas Cromwell havde enorm indflydelse og var afgørende for reformationen i England. Flere historikere peger på, at Henriks evne til at regere ofte var præget af klodsede og ubrugelige beslutninger, og at det var hans rådgivere, der reddede hans eftermæle.

### Thomas Wolsey
Fra 1514 til 29 var kardinal Thomas Wolsey (1473-1530) den unge konges vigtigste hjælper i indenrigs- og udenrigspolitik. Han var Lord Chancellor. Wolsey centraliserede regeringen og udvidede sin indflydelse med rådskoncil ved retten. Det kaldte han Star Chamber (Stjernekammeret), hvis overordnede struktur forblev uændret, men Wolsey brugte det til at forberede længe ventede reformer af retspraksis.
Hoffets store magtkoncentration overlevede ikke Thomas Wolsey, der ikke foretog store administrative reformer. Dermed blev magten efter hans død mere decentral. Wolsey hjalp til med at udfylde det hul, som Henrik 8. efterlod, da hans generelle interesse for regeringsanliggender var begrænset – særligt sammenlignet med hans far Henrik 7. – det fyldte Wolsey ud, men mere som substitut end som fornyer. Hans metoder gav ham mange fjender blandt landets rigmænd, særligt fordi han ranede til sig personligt med en pralende levevis, og at han var hård mod mulige fjender, som han fik dømt som kriminelle. Efter Wolseys fald fra magtens tinder tog Henrik magten over regeringen, selvom der stadig var en lang række forskellige fraktioner, der forsøgte at bekrige og ruinere hinanden.

### Thomas Cromwell
Thomas Cromwell (1485-1540) og Wolsey var de vigtigste politikere ved Henrik 8´s hof. Efter et længere ophold på kontinentet kom han til England i 1514-15 og blev snart en af Wolseys administratorer.
Han arbejdede primært med jura, men var også en belæst bibelkender, der i 1524 blev medlem af det vigtige juristsamfund i London, Gray's Inn. På dette tidspunkt var han Wolseys vigtigste ansatte. Cromwells tilgang til politik blev mere og mere drevet af hans religiøse overbevisning, der var sympatisk for Reformationen på det europæiske kontinent og Martin Luthers tanker. Hans tilgang var at reformer skulle opnås via diskussion og vedvarende pres, men ikke pludselige ændringer. Imidlertid var der en lang række personer med sympati for Reformationen, der så ham som deres store håb, blandt andet Thomas Audley. I 1531 fik Cromwell – og de der stod tæt på ham – ansvar for en lang række områder, der tillod ny lovgivning. Cromwells første egentlige overordnede titel fik han i 1532, da han blev Master of the King's jewels (finansminister). Da han havde sit eget råd, var hans magt større end Wolseys.
Cromwell gennemførte mange love, der flyttede magt fra den kongelige husholdning (og dermed ideologisk væk fra kongens person) over til embedsmænd. Det var ikke en ensrettet proces, da ændringerne skulle have kongens accept og de samtidig skulle kunne kontrolleres af ham eller hans allierede, derfor er der aparte eksempler på lovgivning. De skatteindtægter, som allerede Henrik VII havde indført i sin regeringstid, fik Cromwell strømlinet og permanente. Hertil blev der oprettet uafhængig administration til at varetage de opkrævninger. Det hidtidige råd King's Council blev overført til et reformeret Privy Council, der var langt mindre og langt mere effektivt. Kongens personlige velstand steg, mens landets generelle finansielle velstand faldt. Da Cromwell mistede sin magt, blev hans reformer undermineret, da han havde kunnet kontrollere de mange nye råd, og at der ikke kom overforbrug nogen af stederne. Hans reformer stoppede i 1539, hvor hans politiske medvind syntes opbrugt, og hvor han stod for at skulle gennemføre varige reformer. 28.juli 1540 blev han henrettet.

### Finanserne
Henrik arvede en større formue efter en blomstrende økonomi i årene under hans faders regentskab. Henrik 7. var kendt som sparsommelig, og hans formue var vurderet til £1,250,000 (£375millioner. Kronen blev devalueret flere gange for at rette op på det store underskud på de britiske finanser.
i dagens valuta, omtrent 3,253 mia. dkk). Henrik 8.'s regeringstid var tæt på at være en økonomisk katastrofe. På trods af at han øgede den kongelige økonomi betragteligt ved at beslaglægge kirkelige jorder og godser, brugte han langt mere og drev landet uklogt.
Henrik brugte det meste af sin formue på at opretholde sit hof og sin generelle hofholdning med mange slotte og paladser. Han hængte mere end 2.000 gobeliner op i sine paladser. Til sammenligning hængte den samtidige Jakob 5. af Skotland kun omkring 200 op på sine slotte. Henrik holdt af at vise sin våbensamling frem. Den bestod af en lang række sjældne våbentyper med omkring 2.250 håndvåben og 6.500 skydevåben. Tudor-monarker måtte betale for al regeringsførelse af egen lomme. Henrik havde sin indkomst fra en lang række af kronens gager og skatter. Hans indtægter lå nogenlunde konstant på £100.000, men blev også eroderet af inflation og forhøjede priser. Endelig var Henriks ambitioner om at præge udviklingen i det kontinentale Europa med til at underminere økonomien.
Henrik 7. havde ikke haft nødigt at involvere det britiske parlament i sine affærer, mens Henrik 8. måtte have parlamentets godkendelse til at udskrive skatter, særlig i de tilfælde, hvor han drog i krig i Europa. Opløsningen af klostrene havde afhjulpet pengenøden betragteligt. Kronen sikrede sig op igennem 1530'erne omkring £120.000 (svarende til £36 millioner, omtrent 312 millioner kr.). Kronen blev styrket en anelse i 1526, da Wolsey havde baseret den engelske møntfod på en guld i stedet for sølv. Cromwell devaluere det britiske pund i Irland. I 1540-51 halveredes det britiske pund i forhold til det flamske. Det hjalp en del, da briterne fik øget handel, men på langt sigt gjorde det indkøb i udlandet langt dyrere. I 1544 var landet ramt af en høj inflation, der varede Henriks regeringstid ud.

### Den Engelske reformation
Henrik 8. får normalt æren for den den engelske reformation – den proces, der omskabte England fra et katolsk til et protestantisk land. Men man debatterer, hvor meget folket i hans levetid tog den ny lære til sig. I 1527 anmodede Henrik 8. – som hidtil havde været en opmærksom og velinformeret katolik – om at få sit ægteskab med Katarina af Aragonien opløst. Da paven var under stærk indflydelse af kejser Karl 5. – Katarinas nevø. Så der var ikke meget, der tydede på, at paven ville støtte en opløsning af ægteskabet. Traditionelt har man anset pavens manglende støtte til Henriks krav om ægteskabsopløsning som den udløsende faktor for den engelske reformation. Der er dog historikere, som peger på, at Henrik 8. stod i så stort modsætningsforhold til pavekirken, at han ville have foretaget bruddet med den uden tvisten om skilsmissen med Katarina.
Under alle omstændigheder indførte Henrik mellem 1532 og 1537 en lang række love om forholdet mellem konge og pave, som havde at gøre med strukturen for den spirende Church of England – der blev navnet på den ny og uafhængige kirke. I 1533 kom Statute in Restraint of Appeals, som udvidede begrebet Praemunire til alle, der ville indføre pavelig lovgivning til England Det var der dødsstraf for. Andre love var Supplication against the Ordinaries  og Submission of the Clergy, som anerkendte kongens herredømme over kirken. I 1534 kom loven Ecclesiastical Appointments Act 1534, hvor de gejstliges valg af bisper stod mellem repræsentanter, som kongen havde bestemt. Act of Supremacy i 1534 erklærede kongen som "det eneste suveræne overhoved på jorden over Church of England" og Treasons Act 1534, der gjorde det til højforræderi at nægte at tage Oath of Supremacy, hvorved man sværgede anerkendelse af kongen. I forlængelse af at Act of Succession (arvefølgelov) af 1533 skulle alle voksne i kongeriget anerkende arvefølgen – som grundlæggende handlede om at anerkende hans ægteskab med Anne Boleyn og delegitimerer hans ægteskab med Katarina af Aragonien. De, der sagde noget andet, blev fængslet på livstid, og hvis nogle skrev eller offentliggjorde noget, der kunne tolkes som manglende accept af ægteskabet med Anne Boleyn, blev de dødsdømt. Peter´s Pence Act blev vedtaget. I den blev det fastslået, at der i England “ikke var nogen, som var lig med Gud, kun den salige selv” , og at Henriks kejserlige krone var blevet forsmået af den “urealistiske og udnyttende” pave. Kongen fik fuld støtte af ærkebiskop Cranmer til alle lovene.

### Henriks militære eventyr
Da Henrik blev konge i 1509, var den stående hær på få hundrede mænd bortset fra de faste garnisoner i Berwick, Calais og Carlisle. Henrik stod kun for en mindre forøgelse af den stående hær. I 1513 gik englænderne i land i Frankrig med en invasionsstyrke på hele 30.000 mand bevæbnet med leer og langbueskytter, hvor de øvrige europæiske stater var begyndt at bruge geværer, pistoler og langspyd. Forskellen på slagmarken var endnu ikke voldsom, og Henriks mænd havde da også nye rustninger til at stå imod med. Derudover havde de artilleri til slagmarken og adskillige store og dyre belejringskanoner. I 1544, da Frankrig igen blev indtaget, var det med en hær, der var veludrustet og gennemorganiseret under hertugerne af Suffolk og Norfolk. Den leverede frygtelige resultater ved Montreuil.
Efter at Henrik havde brudt med paven i Rom, frygtede man konstant en spansk eller fransk invasion. I 1538 begyndte man at bygge fæstningsværker ved kysten fra Kent til Cornwall. De blev betalt af penge fra klostrenes opløsning. Henrik kaldte dem enhedsforter, mens andre kaldte dem Henriks forter. Derudover byggede han også borge som Dover Castle, Moat Bulwark og Archcliffe Fort. Dette var et sted, som Henrik selv kom for at visitere. En del år før havde Thomas Wolsey forgæves arbejdet på at få afskaffet militstanken. Henrik afskaffede herredsinddelingen, da han fandt den administrativt tungt. Mary Tudor støttede bl.a. forsvarsbyggeriet ved Berwick.
Henrik har ofte fået æren for at have været med til at grundlægge Royal Navy og er kendt som "The father of the Royal Navy". Teknologisk investerede han  i større kanoner og krigsskibe. Det var en ide, man også fik i andre lande. Det siges endda, at han flirtede med ideen om selv at ville bygge både, men der findes ingen eksempler, selvom der menes at være et design af robåde og små galejbåde. En stående flåde blev først indført under Henrik, der gav den ankerplads i alle havne. Taktisk gik Henrik også over til ildvåben. Tudorflåden blev kraftigt forstørret, og Henrik var ansvarlig for etableringen af et admiralitet.

## Anetavle
|                       |                       |  |                       |                      |  | 4Edmund Tudor |
|                       |                       |  |                       |                      |  |               |
|                       | ²Henrik 7. af England |  |                       |                      |  |               |
|                       |                       |  |                       |                      |  |               |
|                       |                       |  |                       | 5Margaret Beaufort   |  |               |
|                       |                       |  |                       |                      |  |               |
| 1Henrik 8. af England |                       |  |                       |                      |  |               |
|                       |                       |  |                       |                      |  |               |
|                       |                       |  | 6Edvard 4. af England |                      |  |               |
|                       |                       |  |                       |                      |  |               |
|                       | 3Elizabeth af York    |  |                       |                      |  |               |
|                       |                       |  |                       |                      |  |               |
|                       |                       |  |                       | 7Elizabeth Woodville |  |               |
|                       |                       |  |                       |                      |  |               |